# Joy Ezeilo
Joy Ngozi Ezeilo (Enugu, 1966) es una profesora, abogada y activista nigeriana. Profesora de Derecho Público y Relatora Especial de las Naciones Unidas, durante seis años, sobre la Trata de Personas en África, ex Comisaria de Género y Desarrollo Social del Estado de Enugu, ex Decana y Directora de la Facultad de Derecho de la Universidad de Nigeria en Nsukka y fundadora del Colectivo de Ayuda a la Mujer (WACOL). Recibió el título de  Oficial de la Orden de Níger (OON) y una de las 100 mujeres de la BBC de 2022.

## Trayectoria
Joy nació en 1966 en Enugu (Nigeria). Es doctora en Derecho por la Universidad de Nigeria, máster en Derecho por la Universidad de Londres, licenciada en Derecho por la Universidad de Nigeria y diplomada en Paz y Resolución de Conflictos por la Universidad de Uppsala.
Joy formó parte de la Junta Asesora de la Sociedad Civil de las Naciones Unidas sobre Prevención de la Explotación y el Abuso Sexuales entre febrero de 2019 y febrero de 2022. En 2013, fue seleccionada por el Secretario General de las Naciones Unidas como uno de los miembros de la Junta directiva del Fondo Fiduciario de las Naciones Unidas para las Víctimas de la Trata, gestionado por la Oficina de las Naciones Unidas contra la Droga y el Delito (ONUDD) en Viena (Austria). En Nigeria, es presidenta de la Red de Derivación de Agresiones Sexuales (SARC), copresidenta del Comité Asesor para África de la División de África de Human Rights Watch y miembro del Consejo del Instituto de Derechos Humanos del Colegio de Abogados de Nigeria (NBA). Entre 2012 y 2015, Ezeilo fue nombrada comisaria de Género y Desarrollo Social en el estado de Enugu.

## Reconocimientos
En 1995, Joy ganó el British Chevening School. En 1998, ganó el premio MacArthur Leadership Funds. En 2006, el presidente Olusegun Obasanjo le concedió el honor nacional de Oficial de la Orden de Nigeria (OON). En 2013, fue nombrada en Newsweek & Daily Beast de las 125 Mujeres de Impacto en todo el mundo. En 2019, ganó el Premio Nacional de Derechos Humanos y el 5 de marzo de 2022 recibió el premio a la Excelencia de la sociedad civil del Programa de las Naciones Unidas para el Desarrollo (PNUD). En 2022, fue galardonada como una de las 2022 BBC 100 Women.